# Alois Hudec
Alois Hudec (Račice-Pístovice, Checoslovaquia, 12 de julio de 1908-Praga, 23 de enero de 1997) fue un gimnasta artístico checoslovaco, campeón olímpico en 1936 en la prueba de anillas y subcampeón mundial en 1938 en el ejercicio de suelo.

## Carrera deportiva
En las Olimpiadas de Berlín 1936 gana el oro en el ejercicio de anillas, quedando en el pocio del yugoslavo Leon Štukelj y del alemán Matthias Volz.
Dos años después, en el Mundial celebrado en Praga en 1938 logró el oro en el concurso por equipos —por delante de Suiza y Yugoslavia— y plata en el ejercicio de suelo, tras su compatriota Jan Gajdos y empatado con el suizo Eugene Mack.